# Diodoto (filosofo)
Diodoto (in greco antico: Διόδοτος?, Diódotos; fl. I secolo a.C. – 59 a.C.) è stato un filosofo stoico greco antico e amico di Cicerone.
Visse per grande parte della sua vita a Roma, presso la casa di Cicerone, che addottrinò nella filosofia stoica e, soprattutto, nella logica. Nonostante Cicerone non abbia mai accettato completamente lo stoicismo, parlò sempre di Diodoto con affetto, stimandolo pari ad altri filosofi della sua epoca, come Filone di Larissa e Posidonio.
Diodoto morì nel 59 a.C. in casa di Cicerone e lasciò al suo amico tutto il suo patrimonio.